# Ariton (Alabama)
Ariton, est une ville du comté de Dale dans l'État d'Alabama, aux États-Unis,. Elle est située au nord-ouest du comté et au sud de l’État.

## Histoire
Ariton est créé à partir de la fusion de deux villes rivales :  Charlton, initialement appelée Dean's Station, un arrêt sur l'itinéraire du Central of Georgia Railway et Ariosta, un arrêt pour le train de l'Alabama Midland Railroad, situé à environ un mile de Charlton. Les deux villes se font concurrence au niveau du transport ferroviaire ce qui les désavantage. Les élus municipaux se réunissent et décident d'acquérir les terrains situés entre les deux villes afin d'en créer une nouvelle, vers laquelle la plupart des entreprises des deux villes se déplaceraient. En 1905, la ville commence à acheter les terrains et les vend. Les habitants de cette nouvelle ville veulent l'appeler Union City, mais ce nom est déjà pris. Ils décident alors de combiner la première partie d'Ariosta et la dernière partie de Charlton et Ariton est né.
La ville est incorporée en avril 1906.

## Démographie
| 1910 | 1920 | 1930 | 1940 | 1950 | 1960 |
| ---- | ---- | ---- | ---- | ---- | ---- |
| 431  | 625  | 611  | 561  | 620  | 687  |

| 1970 | 1980 | 1990 | 2000 | 2010 | - |
| ---- | ---- | ---- | ---- | ---- | - |
| 643  | 844  | 743  | 770  | 764  | - |

## Source de la traduction
- (en) Cet article est partiellement ou en totalité issu de l’article de Wikipédia en anglais intitulé « Ariton, Alabama » (voir la liste des auteurs).